# لوي فولر
لوي فولر (ماري لويز فولر، 15 يناير 1862 - 1 يناير 1928)، كانت ممثلة وراقصة أمريكية اشتهرت في ريادتها لكل من الرقص الحديث و تقنيات الإضاءة المسرحية.

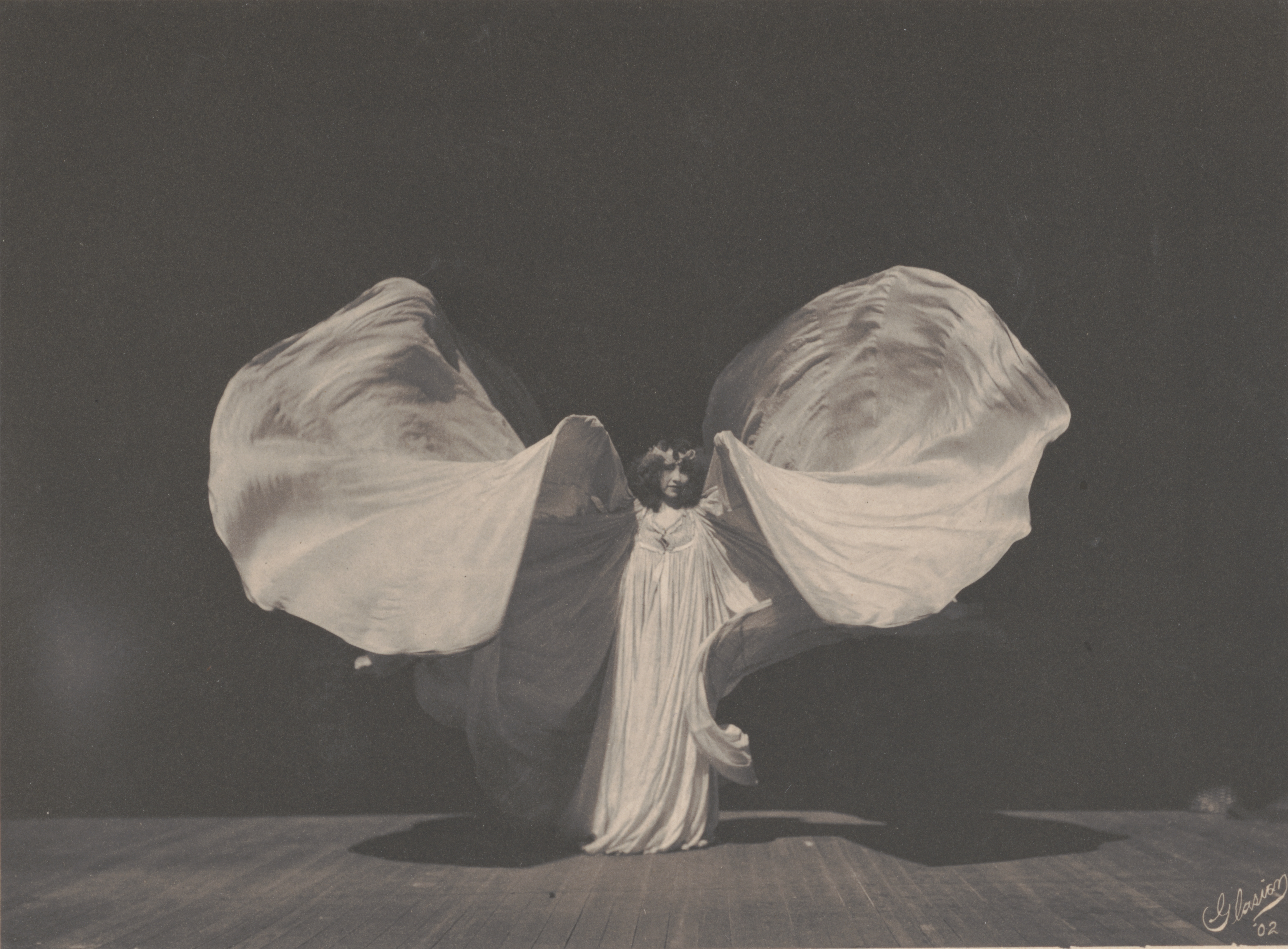
صورة فولر بواسطة فريدريك جلاسيير، 1902

ولدت ماري لويز فولر في ضاحية فولرسبيرغ في شيكاغو إلينوي، والآن يسمى المكان هينسدال، إلينوي، وبدأت مسيرتها المسرحية كممثلة أطفال محترفة، وفي وقت لاحق صممت وأدت رقصات هزلية (كراقصة تنورة)، الفودفيل، وعروض السيرك.